# Hèrnia discal
L'hèrnia discal és una malaltia del disc intervertebral quan a través d'una ruptura o fissura posterior del seu anell fibrós el nucli polpós s'hi desplaça, i sovint, cap a l'arrel nerviosa. Poden ser contingudes (sols deformació, llavors s'anomenaria protrusió discal) o amb trencament (pròpiament l'hèrnia discal). Quan pressiona l'arrel, es produeixen lesions neurològiques. És molt més freqüent en els dos-tres últims discs intervertebrals.

## Signes i símptomes
Depenen de si es produeix per la compressió feta sobre les arrels nervioses o si es produeix per la compressió de la medul·la espinal.
Per compressió d'una arrel nerviosa:
- Dolor, sovint intens.
- Parèsia o paràlisi (disminució o abolició de la força del grup muscular depenent de l'arrel).
- Parestèsies (formiguejos).

En la regió lumbar baixa ocasiona la ciàtica.
Per  compressió de la medul·la espinal:
- Pèrdua de sensibilitat en la part del cos localitzada per sota del nivell de la compressió.
- Espasme muscular.

## Causes
Les principals són les següents:
- Degeneració del disc.
- Microtraumatismes.
- Traumatismes: caigudes.
- Un esforç important, per exemple en aixecar un pes, sol ser la causa que un disc ja lesionat acabi de fissurar-se.

## Tractament
En la majoria dels casos, l'hèrnia discal es pot tractar amb èxit de forma conservadora, sense la retirada quirúrgica del material herniat. La ciàtica és un conjunt de símptomes associats amb l'hernia discal lumbar. Un estudi sobre la ciàtica va demostrar que aproximadament un terç dels pacients amb ciàtica es recuperen al cap de dues setmanes després de la presentació sols amb mesures conservadores, i aproximadament tres quartes parts dels pacients es van recuperar després de tres mesos de tractament conservador. No obstant això, l'estudi no va indicar el nombre d'individus amb ciàtica que tenien hèrnies de disc.
El tractament inicial consisteix generalment en antiinflamatoris no esteroidals (AINE), però l'ús a llarg termini dels AINE per a persones amb mal d'esquena persistent es complica per la seva possible toxicitat cardiovascular i gastrointestinal.
Les Injeccions epidurals de glucocorticoides proporcionen una lleugera i qüestionable millora a curt termini per a aquells amb ciàtica, però no tenen cap benefici a llarg termini. Les complicacions es produeixen fins a un 17% dels casos quan les injeccions es realitzen al coll, tot i que la majoria són menors. El 2014, la Food and Drug Administration (FDA) dels EUA va suggerir que la "injecció de corticoesteroides a l'espai epidural de la columna vertebral pot provocar esdeveniments adversos rars però greus, inclosa la pèrdua de visió, ictus, paràlisi i mort", i que "l'eficàcia i la seguretat de l'administració epidural de corticoesteroides no s'han establert i la FDA no ha aprovat els corticoesteroides per a aquest ús".

### Hèrnia discal lumbar
Normalment s'intenten primer els mètodes de tractament no quirúrgics. Es poden prescriure medicaments contra el dolor per alleujar el dolor agut i permetre al pacient començar a fer exercici i a estirar-se. Hi ha diversos mètodes no quirúrgics que s'utilitzen en els intents d'alleujar la malaltia. Es consideren indicats, contraindicats, relativament contraindicats o no concloents, en funció del perfil de seguretat de la seva relació risc-benefici i de si poden ajudar o no:

#### Indicats
- Educació sobre una mecànica corporal adequada
- Fisioteràpia per abordar els factors mecànics i pot incloure modalitats per alleujar temporalment el dolor (és a dir, tracció, electroestimulació, massatge)
- Antiinflamatoris no esteroidals (AINE)
- Control del pes
- Manipulació vertebral. Amb una evidència de qualitat moderada se suggereix que la manipulació de la columna vertebral és més eficaç que el placebo per al tractament de l'hernia discal lumbar aguda (de menys de 3 mesos) i en la ciàtica aguda.[6][7] El mateix estudi també va trobar evidències "baixes a molt baixes" de la seva utilitat en el tractament de símptomes lumbars crònics (més de 3 mesos) i "la qualitat de les proves en ... símptomes relacionats amb les extremitats superiors per hèrnia discal cervical de qualsevol durada són baixes o molt baixes". Una revisió del 2006 de la investigació publicada afirma que la manipulació de la columna vertebral "és probable que sigui segura quan l'utilitzin professionals amb formació adequada".[8]

#### Contraindicat
- La manipulació vertebral està contraindicada per a les hèrnies quan hi ha dèficits neurològics progressius, com la síndrome de cua de cavall.[9]
- Una revisió de la descompressió neurovertebral no quirúrgica va trobar deficiències en la majoria dels estudis publicats i va concloure que només hi havia "evidències molt limitades a la literatura científica per donar[-li] suport...".[10] El seu ús i comercialització han estat molt controvertits.[11]

### Cirurgia
La cirurgia pot ser útil quan una hèrnia discal està causant dolor significatiu que irradia a la cama, debilitat significativa de les cames, problemes de bufeta o pèrdua de control intestinal.
La tècnica emprada és la discectomia, l'eliminació parcial d'un disc que causa dolor a les cames, i que pot proporcionar un alleujament del dolor abans que els tractaments no quirúrgics. Hi ha diferents formes: la tradicional, la microdiscectomia i la 
discectomia endoscòpica.
La síndrome de cirurgia fallida de columna, potencialment invalidant, pot aparèixer després d'una cirurgia invasiva de la columna vertebral per tractar l'hernia. Els procediments més petits de la columna vertebral, com ara la discectomia lumbar transforaminal endoscòpica, no poden causar aquesta síndrome, en no eliminar-se cap os.
La presència de la síndrome de la cua de cavall (en què hi ha incontinència, debilitat i entumiment genital) es considera una emergència mèdica que requereix atenció immediata i possiblement descompressió quirúrgica.
Quan es van comparar diferents formes de tractaments quirúrgics (discectomia, microdiscectomia i discòlisi), les evidències van ser més suggerents que concloents. Una revisió de Cochrane del 2007 va informar que "la discectomia quirúrgica per a pacients amb ciàtica seleccionats acuradament a causa d'un disc lumbar prolapsat sembla proporcionar un alleujament més ràpid de l'atac agut que el control no quirúrgic. No obstant això, qualsevol efecte positiu o negatiu sobre la història natural de la malaltia discal subjacent no està clara. La microdiscectomia dona resultats àmpliament comparables a la discectomia estàndard. No hi ha proves suficients sobre altres tècniques quirúrgiques per treure conclusions fermes". Pel que fa al paper de la cirurgia per a la teràpia mèdica fallida en persones sense un dèficit neurològic significatiu, una revisió de Cochrane va concloure que "ara hi ha proves limitades disponibles per donar suport a alguns aspectes de la pràctica quirúrgica".
Després de la cirurgia, sovint s'implementen programes de rehabilitació. Hi ha una gran variació en el que comporten aquests programes. Una revisió de Cochrane va trobar evidències de baixa o molt baixa qualitat de que els pacients que van participar en programes d'exercici d'intensitat elevada tinguessin una mica menys de dolor i discapacitat a curt termini en comparació amb els programes d'exercici d'intensitat baixa. No hi havia diferència entre els programes supervisats i els exercicis a casa.